# Дементьев, Александр Андреевич
Александр Андреевич Дементьев (1 ноября 1912, Санкт-Петербург, Российская империя — 26 августа 2010, Королёв, Россия) — советский конструктор-оружейник.
Александр Андреевич Дементьев родился 1 ноября 1912 года на Васильевском острове в Санкт-Петербурге. После смерти его отца, мать переехала с маленьким Александром в деревню в Тверской губернии. В 1923 году дядя, военный моряк, забрал Александра в обратно в Петроград, где он учился в школе-семилетке, затем окончил школу фабрично-заводского ученичества, три года проработал слесарем-инструментальщиком на заводе имени Козицкого.
Продолжил учёбу, поступив в Ленинградский политехнический институт, затем по спецнабору направлен в Военмех — Ленинградский военно-механический институт. Защитил на «отлично» дипломный проект о 23-мм авиационной пушке под руководством профессора А. А. Благонравова на кафедре автоматического стрелкового оружия.
28 июня 1939 года началась его работа инженером-конструктором в Опытном конструкторском бюро № 2 (ОКБ-2) под руководством В. А. Дегтярёва. Летом 1941 года В. А. Дегтярёв принял решение создать специальную группу по разработке противотанкового ружья во главе с А. А. Дементьевым и двумя техниками Г. С. Гараниным и С. М. Крекиным. И Александр Андреевич не ударил в грязь лицом. Его группа разработала ружьё с коротким ходом ствола. Сам же В.А. Дегтярев занялся разработкой противотанкового ружья под тот же патрон калибра – 14,5 миллиметра, с длинным ходом ствола, на основе ружья Владимирова, не принятого в своё время на вооружение.
Когда оба образца были представлены в Главное артиллерийское управление, там сочли, что ружьё Дегтярёва очень тяжёлое, имеет серьёзные недостатки, а ружьё Дементьева нуждается в доработке: его следует сделать однозарядным. В результате было разработано однозарядное ружьё с автоматическим открыванием затвора и выбрасыванием гильзы.
Ружьё было испытано на полигоне и показало хорошие результаты при стрельбе по броне немецких и отечественных танков. Постановлением ГКО от 29 августа 1941 года противотанковое ружьё КБ Дегтярёва было принято на вооружение Красной Армии[3].
Позднее его стали называть ПТРД – противотанковым ружьем конструкции Дегтярева.
Во второй половине 1940 годов участвовал в конкурсе по созданию автомата под промежуточный патрон калибром 7,62×39, с моделью АД-46 (КБП-410 и КБП-520). По сведениям доступных источников, в октябре 1950 года назначен главным конструктором завода № 367. В ноябре 1952 года назначен главным инженером завода № 66. С 21 сентября 1954 года по 16 мая 1961 года руководил заводом Златмаш. В июле 1961 года назначен заместителем главного конструктора НИИ-88. В 1982 году стал начальником группы. В 1995 году вышел на пенсию.
Умер 26 августа 2010 года, похоронен на Болшевском кладбище в Королёве.